# Hans-Dieter Mutschler

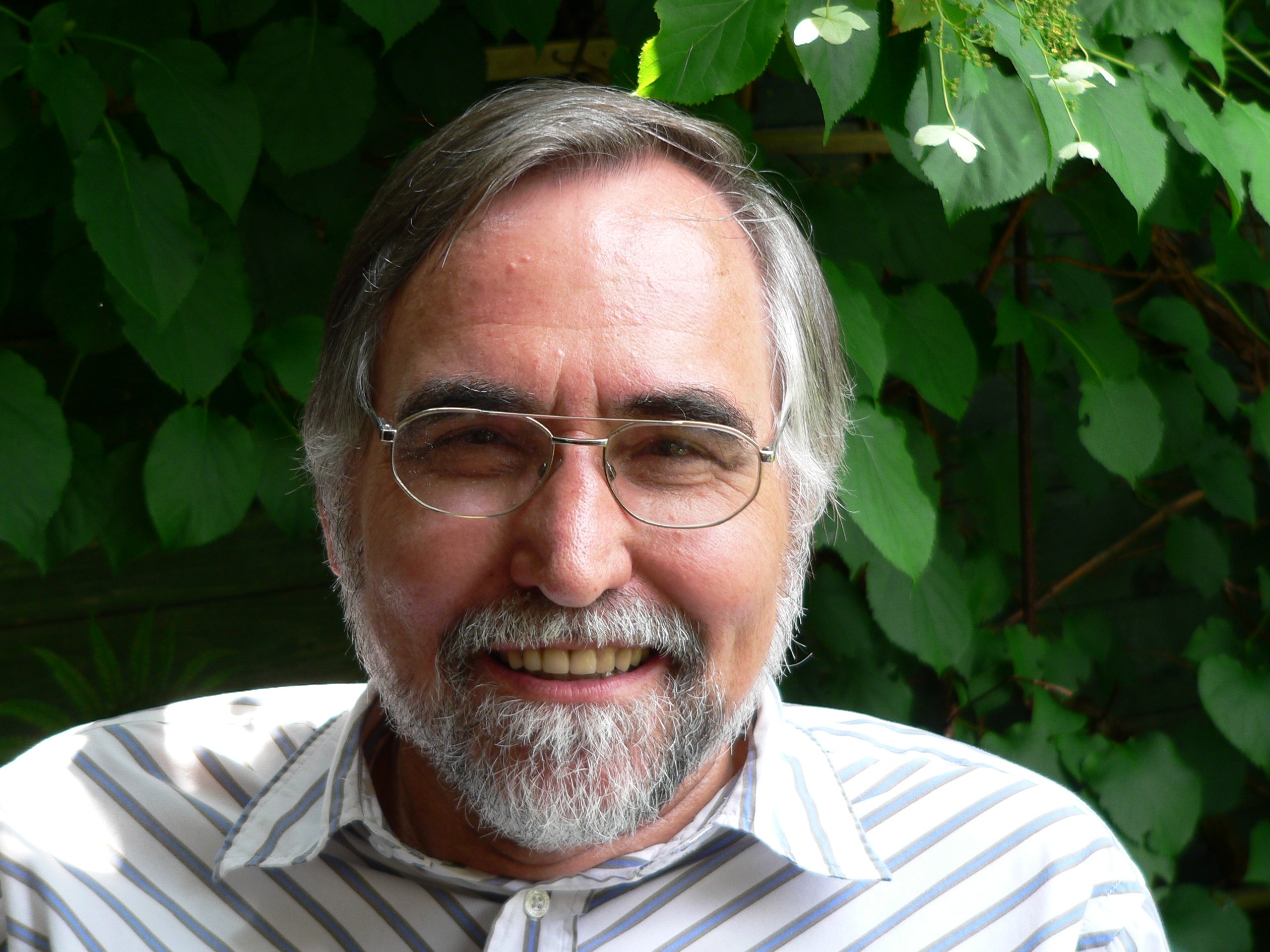
Hans-Dieter Mutschler

Hans-Dieter Mutschler (* 11. September 1946 in Stuttgart) ist ein deutscher Philosoph. Er war Inhaber des Lehrstuhls für Naturphilosophie an der philosophisch-pädagogischen Hochschule Ignatianum in Krakau, Polen. In zahlreichen Publikationen beschäftigt er sich mit dem Grenzgebiet zwischen naturwissenschaftlichem und christlichem Weltbild.

## Biografie
Hans-Dieter Mutschler studierte von 1973 bis 1979 Theologie und Philosophie in München, Paris und Frankfurt am Main und von 1979 bis 1983 Physik in Frankfurt. Im Jahre 1989 beendete er seine Dissertation über Schellings Naturphilosophie an der Johann-Wolfgang-Goethe-Universität Frankfurt am Main. Die fächerübergreifende Arbeit wurde betreut von Brigitte Scheer (Philosophie) und Werner Martienssen (Physik). Seine Habilitation erfolgte im Jahre 1997 ebenfalls an der Frankfurter Universität.
1997/98 betreute er die Herausgabe der Schriften zur Naturwissenschaft und zum Marxismus (Band 15 der Karl-Rahner-Gesamtausgabe, Herder) und arbeitete am – von der Görres-Gesellschaft finanzierten – Forschungsauftrag Ethische Probleme der ‘Artificial Life’-Technik. Danach hatte er 1998/99 eine Gastprofessur in Eichstätt inne.
Von 2000 bis 2003 war er Mitarbeiter am Forum für Philosophie in Frankfurt. Ab dem Jahr 2000 war er hauptamtlicher Mitarbeiter am Tübinger Zentrum für Wissenschaftskulturen. Eine weitere Gastprofessur übte er im Jahre 2001 für das Fachgebiet Naturphilosophie an der Universität Innsbruck aus. Von 2003 bis 2010 hatte er einen Lehrauftrag am Carl-Gustav-Jung-Institut in Zürich.
Seit 2004 bis 2017 war Mutschler Inhaber des Lehrstuhls für Naturphilosophie an der philosophisch-pädagogischen Hochschule Ignatianum in Krakau. Von 2006 bis 2017 war er auch Dozent für Naturphilosophie an der Philosophisch-Theologischen Hochschule Sankt Georgen, Frankfurt am Main. Im Sommersemester 2017 übernahm er die Klaus Hemmerle-Stiftungsprofessur an der RWTH Aachen. Zudem unterrichtet er seit 2014 Philosophie der Biologie an der Universität Zürich.
2023 wurde ihm der Ehrendoktortitel der Theologischen Fakultät der Universität Freiburg (Schweiz) verliehen.
Mutschler lebt in Zürich.

## Publikationen
- Der Atem des Mondes. Probst, Villingen 1986, ISBN 3-925221-05-0.
- Spekulative und empirische Physik: Aktualität und Grenzen der Naturphilosophie Schellings. Kohlhammer, Stuttgart 1990, ISBN 3-17-011021-7.
- Physik, Religion, New Age. Echter, Würzburg 1990, ISBN 3-429-01322-4.
- Vernunft in der Weltraumfahrt? Der deutsche Raumgleiter "Sänger". Verlag für Interk. Komm., Frankfurt 1992, ISBN 3-88939-191-5 (zus. m. Konrad Ott)
- Auferstehung aus der Festplatte. Religiöse Weihe für den Fortschritt. Zum Buch von Frank J. Tipler: Die Physik der Unsterblichkeit. In: Publik-Forum. Nr. 12/1994, S. 45–46.
- Gott neu buchstabieren. Zur Person und Theologie Karl Rahners. Echter, Würzburg 1994, ISBN 3-429-01581-2.
- Die Welt als Gleichnis oder Gleichung? Galileis Programm und die Sinnfrage. Akad. der Diözese, Stuttgart 1997, ISBN 3-926297-65-4.
- Die Gottmaschine. Das Schicksal Gottes im Zeitalter der Technik. Pattloch, Augsburg 1998, ISBN 3-629-00819-4.
- Verantwortung der Theologie im Dialog mit Naturwissenschaften und Gesellschaftstheorie (Bearbeitung von Band 15 der Karl-Rahner-Gesamtausgabe), Herder, Freiburg 2002, ISBN 3-451-23715-6.
- Naturphilosophie. Kohlhammer, Stuttgart 2002, ISBN 3-17-016814-2.
- (Hrsg., mit Wolfgang R. Köhler:) Ist der Geist berechenbar? Philosophische Reflexionen. Wissenschaftliche Buchgesellschaft, Darmstadt 2003, ISBN 978-3-534-24247-4.
- Physik und Religion. Perspektiven und Grenzen eines Dialogs. Wissenschaftliche Buchgesellschaft, Darmstadt 2005, ISBN 3-534-15735-4.
- Von der Form zur Formel. Metaphysik und Naturwissenschaft. Die graue Edition, Zug 2011, ISBN 978-3-906336-58-9.
- Gemeinsam mehr von der Welt wissen. Zum Verhältnis von Spiritualität und Naturwissenschaft. Echter, Würzburg 2012, ISBN 978-3-429-03481-8.
- Halbierte Wirklichkeit. Warum der Materialismus die Welt nicht erklärt. Butzon und Bercker, Kevelaer 2014, ISBN 978-3-7666-1721-7.
- Alles Materie – oder was? Das Verhältnis von Naturwissenschaft und Religion. Echter, Würzburg 2016, ISBN 978-3-429-03923-3.
- Bewusstsein. Was ist das? Evangelische Verlagsanstalt, Leipzig 2018, ISBN 978-3-374-05565-4.
- Was läuft falsch im Christentum? Verlagshaus Schlosser, Kirchheim 2020, ISBN 978-3-96200-297-8.
- Ästhetik und Metaphysik. Die abgerissene Verbindung. wbg Academic, Darmstadt 2023, ISBN 978-3-534-40758-3.
- Kunst – Philosophie – Transzendenz. Gegen die Zersplitterung unserer Kultur. Evangelische Verlagsanstalt, Leipzig 2024, ISBN 978-3-374-07676-5.
- Philosophie für Künstler und Künstlerinnen. Die emotional-ästhetische Basis unserer Grundbegriffe. Karl Alber, Freiburg 2024, ISBN 978-3-495-99243-2.